# Knud Vad Thomsen
Knud Vad Thomsen, född 24 mars 1905, död 2 februari 1971, var en dansk tonsättare.
Thomsen blev särskilt känd för sina utsökta sånger. Han avlade lärarexamen 1926 och var sångkonsulent inom Frederiksbergs skolväsende. Thomsen var medlem av vokalgruppen De 3 fra Radioen (De tre från radion), och skrev dessutom musik till den danska barnradion. 

## Sånger i urval
- Aquavitten ("Ren som en Jomfru" 1959, Hans Hartvig Seedorff)
- Bissekræmmeren (1947, Nis Petersen)
- Cedric og Beatrice (1951, Jens Louis Petersen)
- De tyve bajere (Poul Sørensen)
- Elefantens vuggevise (Harald H. Lund)
- Forår ved Mariager Fjord (Nis Petersen)
- Jeg plukker fløjsgræs (1951, Sigfred Pedersen)
- Krikken linder det trætte ben (1929, Aage Berntsen)
- Til glæden (Hulde engel) (1938, St. St Blicher)
- Tørresnoren (1955, Sigfred Pedersen)